# Haltere la Jocurile Olimpice de vară din 2016 - feminin 53 kg
Proba de haltere categoria 53 de kg feminin de la Jocurile Olimpice de vară din 2016 de la Rio de Janeiro a avut loc la data de 7 august, la Pavilionul 2 al Riocentro.

## Rezultate
| Loc | Atlet                                 | Grupa | Greutatea corpului | Smuls (kg) | Smuls (kg) | Smuls (kg) | Smuls (kg)         | Aruncat (kg) | Aruncat (kg) | Aruncat (kg) | Aruncat (kg) | Total |
| Loc | Atlet                                 | Grupa | Greutatea corpului | 1          | 2          | 3          | Rezultat           | 1            | 2            | 3            | Rezultat     | Total |
| --- | ------------------------------------- | ----- | ------------------ | ---------- | ---------- | ---------- | ------------------ | ------------ | ------------ | ------------ | ------------ | ----- |
| 1   | Hsu Shu-ching · Taipeiul Chinez (TPE) | A     | 52.60              | 92         | 96         | 100        | 100                | 112          | 126          | —            | 112          | 212   |
| 2   | Hidilyn Diaz · Filipine (PHI)         | A     | 52.61              | 88         | 88         | 91         | 88                 | 111          | 112          | 117          | 112          | 200   |
| 3   | Yoon Jin-hee · Coreea de Sud (KOR)    | A     | 52.59              | 88         | 90         | 90         | 88                 | 110          | 110          | 111          | 111          | 199   |
| 4   | Rebeka Koha · Letonia (LAT)           | A     | 52.11              | 87         | 87         | 90         | 90                 | 103          | 107          | 110          | 107          | 197   |
| 5   | Rosane Santos · Brazilia (BRA)        | A     | 52.57              | 85         | 90         | 90         | 90                 | 103          | 107          | 108          | 103          | 193   |
| 6   | Kanae Yagi · Japonia (JPN)            | B     | 52.39              | 81         | 81         | 81         | 81                 | 101          | 101          | 105          | 105          | 186   |
| 7   | Dewi Safitri · Indonezia (INA)        | A     | 52.78              | 80         | 80         | 80         | 80                 | 105          | 105          | 108          | 105          | 185   |
| 8   | Evagjelia Veli · Albania (ALB)        | B     | 51.58              | 68         | 72         | 75         | 75                 | 88           | 90           | 96           | 90           | 165   |
| 9   | Lely Burgos · Puerto Rico (PUR)       | B     | 49.53              | 67         | 70         | 72         | 72                 | 85           | 88           | 90           | 90           | 162   |
| 10  | Scarleth Mercado · Nicaragua (NCA)    | B     | 52.85              | 62         | 66         | 68         | 66                 | 83           | 86           | 89           | 89           | 155   |
| 11  | Fiorella Cueva · Peru (PER)           | B     | 48.32              | 62         | 65         | 67         | 65                 | 85           | 88           | 90           | 88           | 153   |
| 12  | Sofia Rito · Uruguay (URU)            | B     | 51.74              | 64         | 64         | 67         | 64                 | 82           | 82           | 88           | 82           | 146   |
| —   | Li Yajun · China (CHN)                | A     | 52.50              | 98         | 101        | 104        | 101 Record Olimpic | 123          | 126          | 126          | —            | DNF   |